# Hvis i morgen er krig
Hvis i morgen er krig (russisk: Если завтра война... , translit: Jesli zavtra vojna...)) er en sovjetisk film fra 1938. Filmen er en propagandafilm og viser Sovjetunionens beredskab til at afvise et muligt angreb fra en potentiel aggressor, om Den Røde Hærs beslutsomhed til at afvise enhver fjende. Filmen blev skabt af et hold af instruktører under ledelse af Jefim Dsigan. Andre instruktører tilknyttet filmen var Lazar Antsi-Polovskij og Georgij Berjozko. Filmen anvender optagelser fra Den Røde Hærs øvelsesmanøvrer.
Filmen blev udgivet den 23. februar 1938, da Stalins undertrykkelse og udrensninger i Den Røde Hær var på sit højeste.
Filmen blev tildelt Stalinprisen af 2. grad i 1941.

## Handling
Sovjetunionen bliver udsat for et overrakselsesangreb, men Den Røde Hær knuser straks fjenden med lynets hast, let og modigt. 
| Citat | Fascisterne erklærer krig. Hele sovjetfolket, unge som gamle, rejser sig for at forsvare det socialistiske fædreland. Der er en fortegnelse over frivillige på virksomheder. Millioner af patrioter stiller under kampfanerne. Fra fjerne Usbekistan, fra solrige Georgien, fra Kuban og Don, fra Terek og Ural, fra Ukraines marker og fabrikkerne i Donbass, sendes geledder af heroiske forsvarere af moderlandet til grænsen. Sovjetunionens marskal, kammerat Vorosjilov, ankommer i spidsen. Han holder en tale, der trænger ind i hjertet på enhver kriger. En ordre blev modtaget: at bryde igennem fjendens front og besejre fjenden på sit eget territorium. Den generelle kamp begynder. Tanks overvinder nazisternes barrierer, knuser deres våben. Det sovjetiske luftvåben trænger ind i over fjendens linjer og indsætter faldskærmstropper. Angrebsstyrkerne blokerer fjendens reserver. Med udråb af "For det sovjetiske moderland!", Med et kraftigt "hurra!" skynder vores krigere sig til angrebet.´ | Citat |
|       | |       |

- Sovjetiske spillefilm. Kommenteret katalog. Bind II. 1961

## Medvirkende
- Inna Fjodorova
- Vsevolod Sanajev
- Serafim Kozminskij